# Projekt osiedlenia Żydów europejskich na Madagaskarze

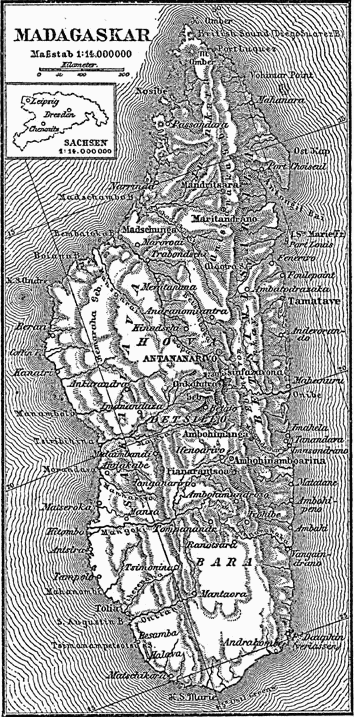
Mapa Madagaskaru (1885–90) pochodząca z Meyers Konversations-Lexikon

Projekt osiedlenia Żydów europejskich na Madagaskarze – znany także jako Plan Madagaskar, Projekt Madagaskar lub (j. niem.) Madagaskar-Plan. Projekt był wynikiem zarówno dążeń ruchu syjonistycznego do poszukiwania własnego państwa dla Żydów, jak i wynikiem poszukiwania rozwiązania problemów demograficznych w Europie. Projekt ten zyskał, choć z odmiennych powodów, poparcie przedstawicieli zarówno ruchów syjonistycznych, jak i antysemickich.

## Historia projektu osiedlenia Żydów europejskich na Madagaskarze

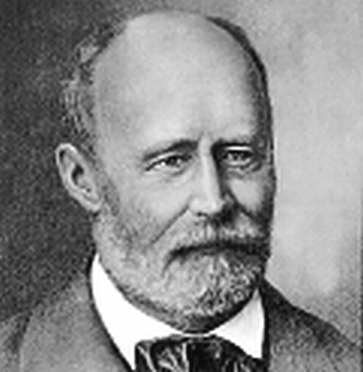
Paul Anton de Lagarde, niemiecki orientalista, autor pomysłu osiedlania Żydów na Madagaskarze

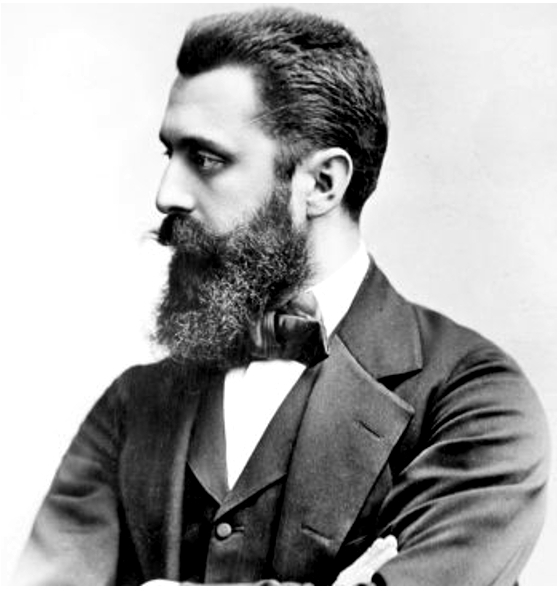
Theodor Herzl, lider syjonizmu, autor Der Judenstaat

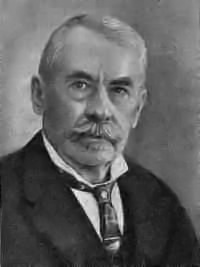
Theodor Fritsch (1852–1933), niemiecki dziennikarz i wydawca, autor antysemickich pism

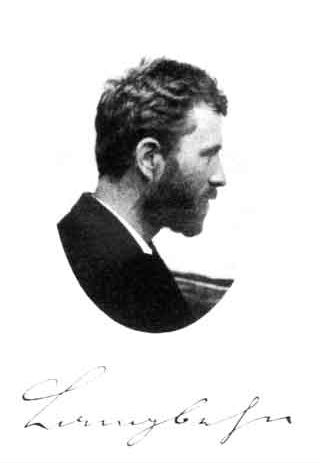
Julius Langbehn (1851–1907), niemiecki pisarz i krytyk kultury, nacjonalista i antysemita

W 1885 roku Paul de Lagarde (prawdziwe nazwisko Paul Anton Bötticher) opublikował artykuł O najbliższych obowiązkach niemieckiej polityki. Artykuł tego niemieckiego orientalisty jest pierwszą wzmianką o Madagaskarze jako miejscu osiedlenia Żydów europejskich.
Lagarde jest w Niemczech uznawany za ojca duchowego holocaustu; szczególnie duży wpływ wywarł na poglądy Alfreda Rosenberga. Motywowana darwinizmem społecznym idea wysiedlenia Żydów z Europy, nie tylko na Madagaskar, ale też na Nową Gwineę, do Gujany, a nawet do Australii, najżywsza była zawsze w Niemczech. Deportowania Żydów z Niemiec do kolonii zamorskich domagali się Julius Langbehn, Theodor Fritsch i Eugen Dühring. Eugen Dühring, który jest uważany za ojca nowoczesnego antysemityzmu, twierdził, że w takim państwie aspołeczne postawy Żydów doprowadzą do ich samowyniszczenia. Theodor Herzl uważał, że syjonizm jest obroną przed poglądami Eugena Dühringa.
Jednocześnie syjoniści zaczęli również zabiegać o możliwość osiedlenia poza Europą. W sierpniu 1897 roku na I Światowym Kongresie Syjonistycznym w szwajcarskiej Bazylei powstała Światowa Organizacja Syjonistyczna. Ruch wysunął hasło: „Ziemia bez ludu dla ludu bez ziemi”. Twórcą tego hasła był Alexandr Keith (duchowny Kościoła szkockiego), szybko zostało ono zaakceptowane przez ruch syjonistyczny. Theodor Herzl, jeden z założycieli syjonizmu, przedstawił w 1896 r. w pracy pt. Der Judenstaat (Państwo żydowskie) wizję przekształcenia Żydów, wspólnoty etniczno-religijnej, w świecki naród, którego państwo będzie podobne do innych państw europejskich. Theodor Herzl brał pod uwagę możliwość stworzenia własnego państwa przez Żydów na Madagaskarze, na terenie dzisiejszej Ugandy lub Palestyny (wówczas była to cześć Imperium Osmańskiego).

## Projekt osiedlenia Żydów europejskich na Madagaskarze po I wojnie światowej

### Projekt osiedlenia Żydów europejskich na Madagaskarze w polityce Wielkiej Brytanii
Po I wojnie światowej pod wpływem ruchu syjonistycznego idea osiedlenia Żydów europejskich poza Europą odżyła w Wielkiej Brytanii. Pod wpływem nacisków na rząd brytyjski, w 1917 roku minister spraw zagranicznych Wielkiej Brytanii lord Arthur James Balfour skierował list do barona Waltera Rotschilda, lidera społeczności żydowskiej nad Tamizą, o poparciu Wielkiej Brytanii dla koncepcji utworzenia żydowskiej siedziby narodowej w Palestynie. List ten określono mianem deklaracji Balfoura. Palestyna w latach 1516–1918 wchodziła w skład Imperium Osmańskiego, jednak – zdobyta przez siły arabsko-brytyjskie podczas I wojny światowej – stała się w 1922 roku brytyjskim mandatem. Już wcześniej, od końca XIX wieku, do Palestyny zaczęły napływać fale imigrantów żydowskich, finansowane głównie przez organizacje syjonistyczne, ale także przez osoby prywatne (m.in. rodzinę Rothschildów). 

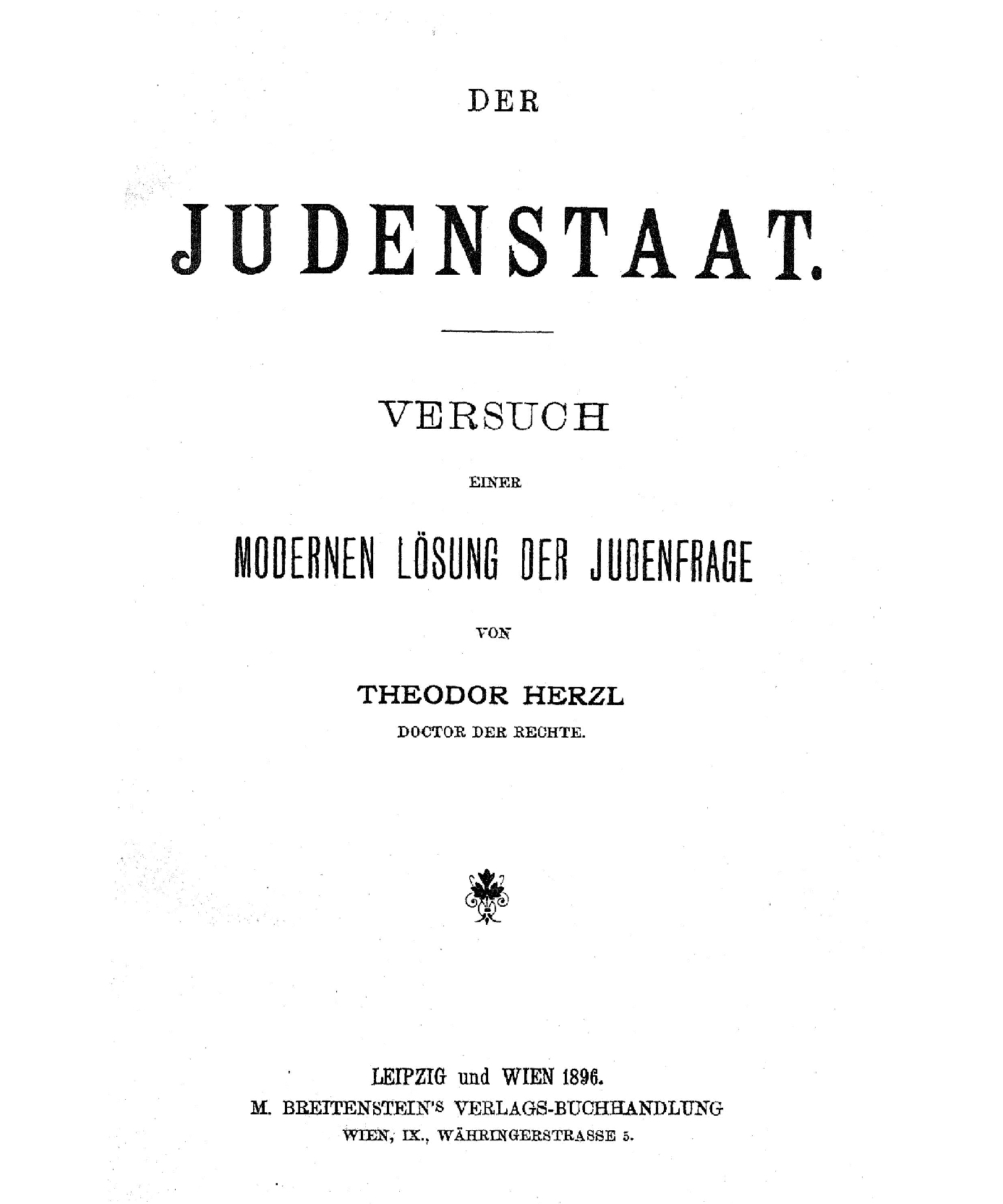
Strona tytułowa Der Judenstaat

 Spowodowało to gwałtowny wzrost populacji żydowskiej w Palestynie, co z kolei doprowadziło do niezadowolenia ludności arabskiej i zamieszek, które wybuchały w latach 1920, 1921 i 1929. Wielka Brytania, reagując na nastroje w Palestynie, wprowadziła ograniczenia osadnictwa żydowskiego.
Wówczas ponownie zaczęto rozważać możliwość osadnictwa ludności żydowskiej na Madagaskarze. „The Britons”, organizacja założona przez Henry’ego Hamiltona Beamisha, propagowała ideę osiedlania Żydów na Madagaskarze w wydawanym przez siebie piśmie „Hidden Hand”. Rząd brytyjski angażował się także w pośrednictwo w rozmowach pomiędzy Francją a innymi państwami rozważającymi możliwość osadnictwa żydowskiego na Madagaskarze. Takie osadnictwo stanowiło alternatywę dla osadnictwa w Palestynie, i tym samym mogło wpłynąć na zmniejszenie napięć w Palestynie zarządzanej przez Wielką Brytanię. Przejawem tego zaangażowania były rozmowy ministra Unii Południowoafrykańskiej Oswalda Pirowa w Berlinie (1938 r.), który przedstawił władzom III Rzeszy stanowisko rządu brytyjskiego (uzgodnione z rządem francuskim i organizacjami syjonistycznymi), oferujące Niemcom pod osadnictwo żydowskie m.in. Madagaskar. Podczas II wojny światowej w 1942 roku Madagaskar, znajdujący się wówczas pod rządami Francji Vichy, został zapobiegawczo zajęty przez brytyjskie oddziały wschodnioafrykańskie. Brytyjczycy obawiali się, że wyspa może stać się bazą wojskową państw osi w tym regionie.

### Projekt osiedlenia Żydów europejskich na Madagaskarze w polityce Francji
Madagaskar od roku 1896 stanowił kolonię francuską, w związku z tym wszystkie plany osadnicze musiały uzyskać akceptację rządu francuskiego. Władze francuskie były zainteresowane bądź przekazaniem Madagaskaru Polsce na zasadzie kondominium, bądź udostępnieniem go pod osadnictwo żydowskie innym państwom europejskim. Francuski szef MSZ Georges Bonnet w 1938 roku mówił o możliwości sprowadzenia na Madagaskar ok. 10 tys. Żydów francuskich, przy czym składał także propozycje udostępnienia wyspy pod cele osadnictwa żydowskiego III Rzeszy. W zwiększeniu osadnictwa na Madagaskarze rząd francuski dopatrywał się dwojakich korzyści: po pierwsze rozwiązania problemu przeludnienia i bezrobocia w Europie, po drugie zwiększona liczba osadników z kontynentu miała niwelować coraz większe wpływy organizacji nacjonalistycznych i niepodległościowych na wyspie. (Malgasze już ok. 1912 r. stworzyli ruch niepodległościowy, doprowadzając m.in. do wywalczenia jednego mandatu dla przedstawiciela Madagaskaru w rządzie francuskim).

### Projekt osiedlenia Żydów europejskich na Madagaskarze w polityce innych państw europejskich
Madagaskar jako miejsce osiedlenia ludności żydowskiej był rozpatrywany w wielu krajach europejskich, m.in. w Holandii, o czym świadczy choćby wydana w 1931 roku broszura Egona van Winghene Aryjska rasa, chrześcijańska kultura i problem żydowski, która również propagowała, pod hasłem „pełnego syjonizmu”, osiedlenie wszystkich Żydów na Madagaskarze. Broszura Egona van Winghene zainspirowała Reinharda Heydricha do opracowania planu osadnictwa żydowskiego na Madagaskarze dla potrzeb III Rzeszy.
Plan Madagaskar, obok rządów Wielkiej Brytanii, Francji i Holandii, był także uwzględniany przez rządy innych państw europejskich, takich jak Belgia, Niemcy i Polska.

## Polska koncepcja osiedlenia Żydów na Madagaskarze

### Stanowisko władz Polski wobec osadnictwa żydowskiego w Palestynie
Władze polskie popierały osiedlanie Żydów z terenów Polski w Palestynie. W porozumieniu z rządem Wielkiej Brytanii rząd Rzeczypospolitej Polskiej dotował linię okrętową Konstanca – Hajfa, doprowadził także do otwarcia linii lotniczej do Tel Awiwu. Jednak ograniczenia w osiedlaniu dla ludności żydowskiej w Palestynie wprowadzone przez Wielką Brytanię, połączone z wprowadzeniem limitów imigracyjnych przez Stany Zjednoczone, zmusiły rząd do szukania innego terenu mandatowego dla osadników żydowskich z terenu Polski.

### Polskie aspiracje kolonialne
Trudna sytuacja gospodarcza II RP połączona z koniecznością pozyskiwania tanich surowców spowodowała, że rząd Polski dążył do pozyskania kolonii. Najbardziej realną możliwością było przejęcie od Francji Madagaskaru. Była to propozycja francuska, by Polska zajęła się wysyłaniem Żydów europejskich na tę wyspę. Wstępną zgodę na przejęcie Madagaskaru przez Polskę wyraził francuski minister kolonii M. Moutea. Na teren kolonizacji władze polskie planowały przeznaczyć teren Centralnego Madagaskaru lub Ankeziny (północna część Madagaskaru), gdzie średnia temperatura roczna wynosi 18 stopni Celsjusza. Z ramienia rządu RP warunki do osadnictwa na Madagaskarze badał m.in. Arkady Fiedler. Ocenił on je jako dużo lepsze pod kątem osadnictwa od terenów Ameryki Południowej, był też zdecydowanym zwolennikiem przejęcia Madagaskaru od Francji i osadnictwa na terenach Ankeziny.

### Polskie aspiracje kolonialne a osadnictwo żydowskie

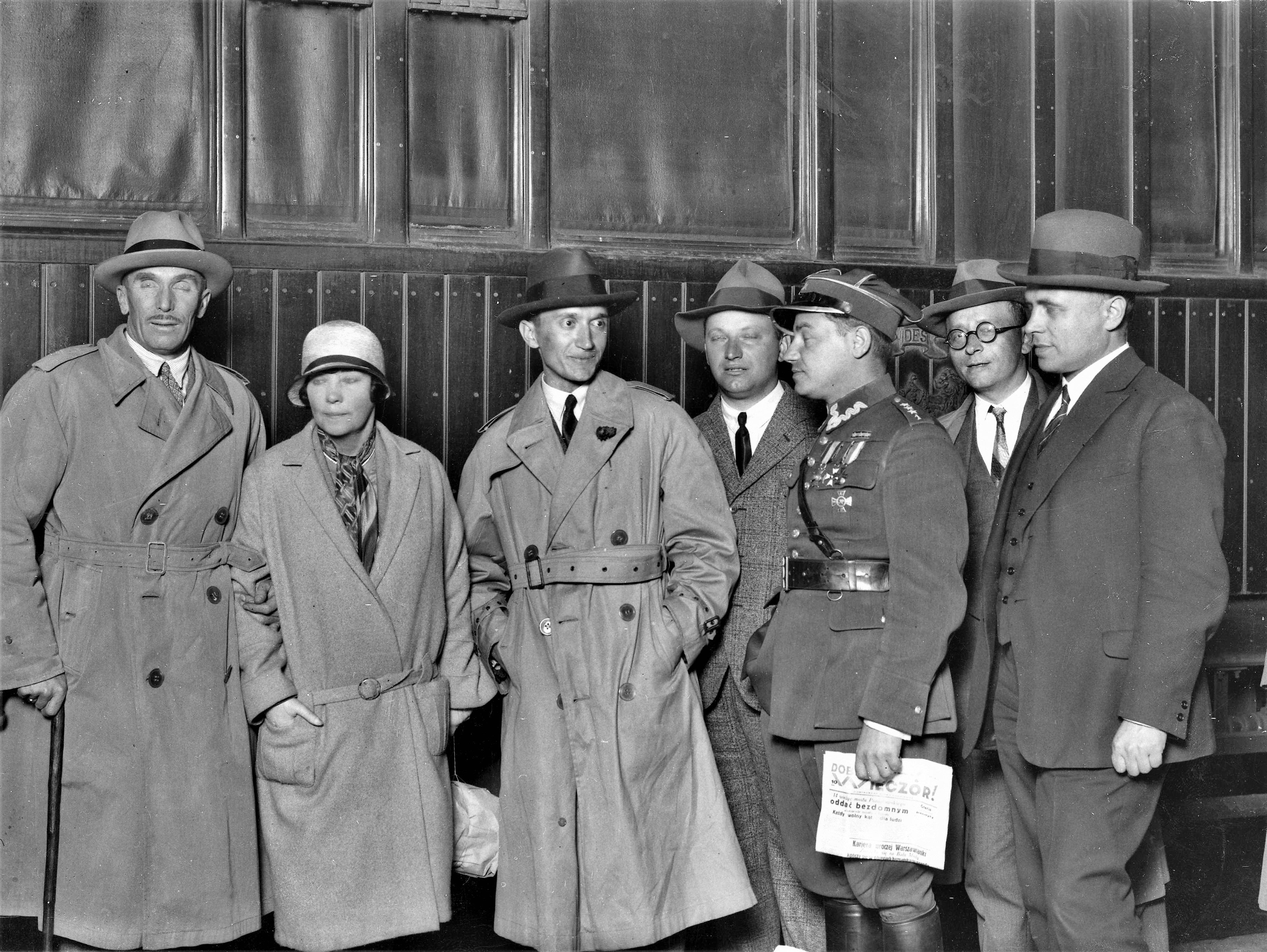
Ppłk Piotr Głogowski, por. Zarychta i kpt. Mieczysław Lepecki (w mundurze)

Minister Józef Beck łączył polskie aspiracje kolonialne z projektami przesiedlenia Żydów. Dopiero pod koniec 1935 roku powołano grupę roboczą do rozwiązania problemu żydowskiego w Polsce, w połączeniu z uzyskaniem kolonii. Na czele tej grupy stanął Wiktor Tomir Drymmer, który stał na czele V Departamentu Konsularnego MSZ, Janusz Zarychta – kierownik Wydziału Polityki Emigracyjnej i Jan Wagner (zastępca Zarychty w Wydziale Polityki Emigracyjnej). Zespół ten opracował 23 grudnia 1936 roku memoriał zatytułowany Żydowska emigracja i kwestia kolonialna, wskazujący zarówno na generalne przeludnienie Polski, jak i na znacznie szybszy wzrost liczby ludności żydowskiej niż polskiej czy innych mniejszości narodowych oraz na dominację Żydów w handlu i rzemiośle.

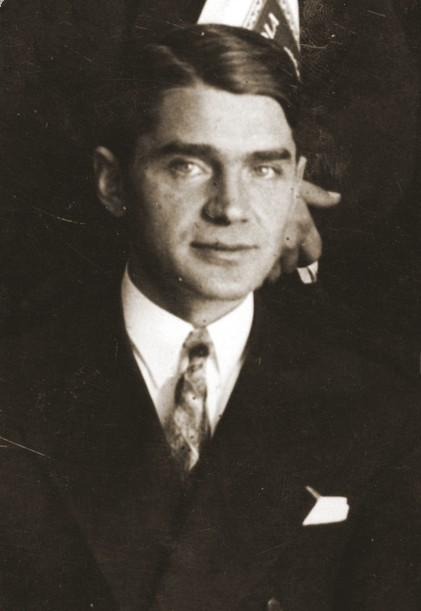
Wiktor Tomir Drymmer badał możliwość przejęcia Madagaskaru od Francji w celu prowadzenia osadnictwa żydowskiego na tym terenie

W 1936 roku ukazał się w „Deutsche Allgemeine Zeitung” artykuł Heinricha Tegtmeyera, domagający się przyznania Madagaskaru Polsce, aby mogła tam ona osiedlić miliony swoich Żydów. (Przekazanie Madagaskaru Polsce zaproponowała Francja pod warunkiem, że Polska będzie tam wysyłać Żydów europejskich. Możliwości wysłania Żydów Polska oceniła negatywnie.)
W maju 1936 roku na konferencji w MSZ Beck poinformował, że Francja odnosi się pozytywnie do projektu wysłania żydowskich emigrantów do Gujany, na Nową Kaledonię i na Madagaskar. 2 października 1936 roku w sprawie osiedlenia polskich Żydów na Madagaskarze minister Józef Beck rozmawiał w Genewie z Nahumem Goldmannem, przedstawicielem Światowego Kongresu Żydów w Lidze Narodów, zaś 5 października 1936 roku – na posiedzeniu komisji ekonomicznej Ligi Narodów. Polskie stanowisko miał przedstawić Adam Rose, który jednak nie wywiązał się z powierzonego zadania. Władysław Pobóg-Malinowski komentuje to wydarzenie następująco:

Rose nie wykonał instrukcji Becka o tyle, iż w miarę składania deklaracji, zerkając na reakcje sali, tracił pewność siebie, był coraz dalszy od wyraźnego postawienia „polskiego problemu kolonialnego”, a coraz bliższy żądania „terenu emigracyjnego tylko dla Żydów”.

27 marca 1937 roku wysłannik Becka, Feliks Frankowski rozmawiał w sprawie Madagaskaru z dyrektorem politycznym francuskiego MSZ, Paulem Bargetonem, który potwierdził gotowość Francji do przekształcenia Madagaskaru w kondominium polsko-francuskie. Wówczas powołano polsko-żydowską komisję, na czele której stanął mjr Mieczysław Lepecki. W skład komisji wchodzili: mjr Mieczysław Lepecki – przewodniczący, inż. Salomon Dyk (inżynier agronomii z Tel-Awiwu) i Leon Alter – dyrektor Żydowskiego Towarzystwa Emigracyjnego „Jeas” w Warszawie. Komisja ta w 1937 roku, po rozmowach z francuskim ministrem kolonii M. Moutea, przez 10 tygodni prowadziła prace na Madagaskarze. Celem tych badań była ocena warunków na Madagaskarze pod kątem osadnictwa. Komisja polsko-żydowska wydała pozytywną opinię na temat osadnictwa żydowskiego na tym terenie. Raport uzupełniała opublikowana w Warszawie w 1938 roku książka Mieczysława Lepeckiego Madagaskar – ludzie, kultura i kolonizacja.
Opinię komisji na temat możliwości osadnictwa potwierdził w swojej książce Jutro na Madagaskar (Warszawa 1939) Arkady Fiedler, który odbył tam podróż w 1937 roku z misją spopularyzowania wiedzy o wyspie.

## Projekt Madagaskarw koncepcji Niemiec

### Projekt Madagaskarw II Rzeszy
Idea osiedlania Żydów na Madagaskarze ma początek w II Rzeszy. Twórcą tej idei był w 1885 Paul de Lagarde, jednak konkretny plan osiedlania Żydów na Madagaskarze przedstawił filozof Eugen Dühring. Już Theodor Herzl uznał, że można wykorzystywać dążenia antysemitów niemieckich do deportacji Żydów z Niemiec, aby zrealizować własne plany syjonizmu budowy świeckiego państwa żydowskiego poza Europą. Theodor Herzl uważał, że do tych celów nadaje się nie tylko Madagaskar, ale także Uganda czy Palestyna.

### Projekt Madagaskarw Republice Weimarskiej
Projekt Madagaskar powracał także w dyskusjach w Republice Weimarskiej. W tym wypadku łączono dążenia do odzyskania kolonii, utraconych po I wojnie światowej, z możliwością przeznaczenia ich pod osadnictwo żydowskie.

### Projekt Madagaskarw III Rzeszy

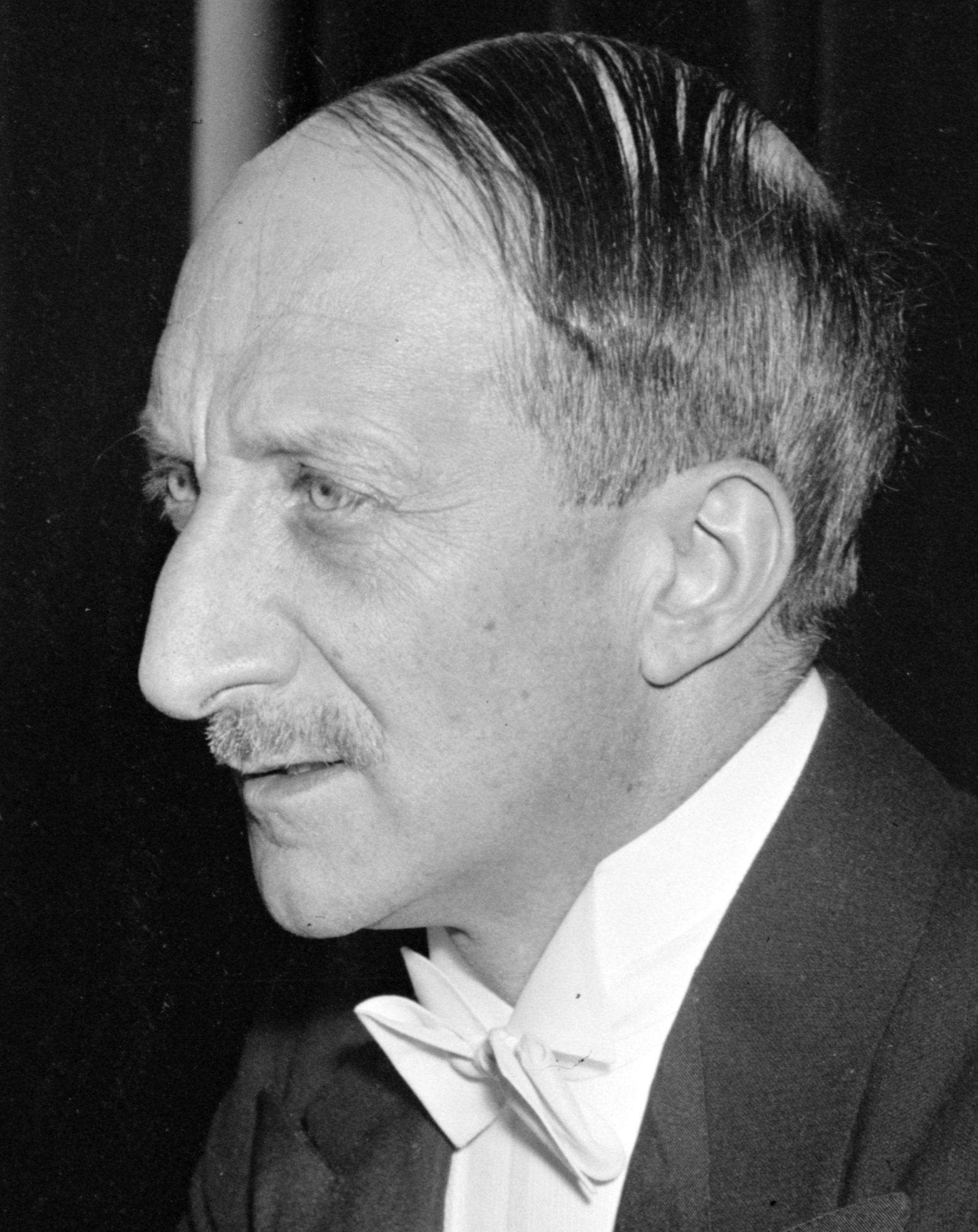
Georges Bonnet, francuski minister spraw zagranicznych, złożył propozycje w sprawie Madagaskaru Ribbentropowi

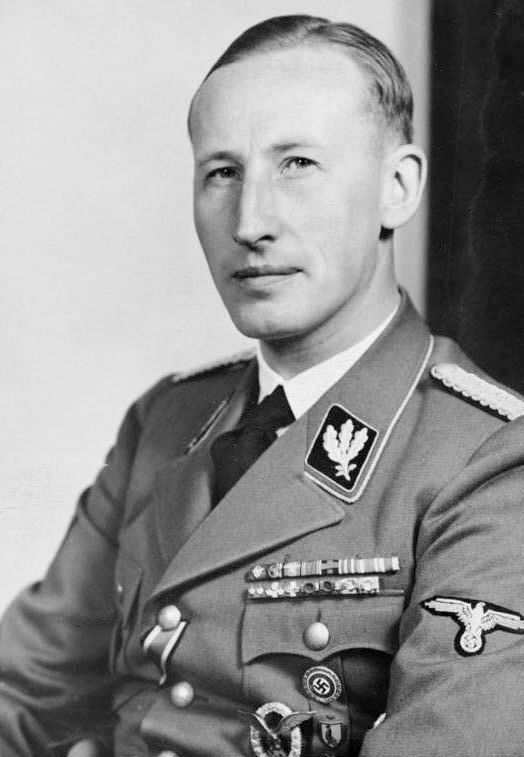
Reinhard Heydrich uzyskał zgodę na osiedlenie Żydów na Madagaskarze 24 VI 1940

Zdaniem E. Gigilewicza Projekt Madagaskar w kontaktach politycznych francusko-niemieckich pojawił się tuż po kryształowej nocy (z 9 na 10 listopada 1938). W listopadzie 1938 roku do Berlina przybył minister Unii Południowoafrykańskiej Oswald Pirow, który przedstawił władzom III Rzeszy stanowisko rządu brytyjskiego, oferujące Niemcom pod osadnictwo żydowskie którąś z byłych kolonii niemieckich, np. Tanganikę, ewentualnie francuski Madagaskar. Rozmowy toczyły się do stycznia 1939 roku. Konkretną propozycję w sprawie Madagaskaru złożył francuski szef MSZ Georges Bonnet ministrowi Ribbentropowi. Największym zwolennikiem tej idei był Reinhard Heydrich, który 24 czerwca 1940 roku uzyskał akceptację Adolfa Hitlera dla tego pomysłu. Adolf Eichmann w rozmowie z Raoulem Wallenbergiem w 1944 roku przypisywał sobie autorstwo tego planu („to ja byłem największym orędownikiem powstania państwa żydowskiego na Madagaskarze”). Faktem jest, że po Anschlussie Austrii Eichmann nakazał połączenie związków i organizacji syjonistycznych, i zaczął wdrażać, pod zwierzchnictwem SD, przymusową emigrację Żydów z Austrii do Palestyny lub dokądkolwiek indziej. Eichmann założył też Żydowskie Centralne Biuro Emigracyjne, a niemieccy i austriaccy Żydzi byli pozbawiani mienia i zmuszani do emigracji, mając tylko drobne oszczędności, zaś jedyną alternatywą dla emigracji były więzienia Gestapo. Jednak opuszczenie III Rzeszy było dla Żydów o tyle trudne, że władze brytyjskie zezwalały na osiedlanie się w Palestynie tylko 15 tys. Żydów rocznie, zaś pozbawieni przez III Rzeszę majątku, a dodatkowo obarczeni przez nią „kosztami emigracji”, Żydzi faktycznie musieli pozostać w III Rzeszy, co w dalszej perspektywie oznaczało dla nich śmierć. Eichmann rozważał także zakładanie „kolonii żydowskich” na terenie Europy, czego wynikiem była operacja Nisko (Projekt Nisko miał mieć charakter eksperymentu polegającego na utworzeniu autonomicznej żydowskiej kolonii pod nadzorem SS na bagnistych terenach w pobliżu Sanu w dystrykcie lubelskim Generalnego Gubernatorstwa). Reinhard Heydrich uznał zaś, że Żydzi powinni zostać skoncentrowani na terenie Generalnego Gubernatorstwa i „pracować” na rzecz Rzeszy do zakończenia wojny (które to zakończenie planowano na V 1942 r.). Ostatecznie kres planom „przesiedlenia” Żydów przez III Rzeszę położyła konferencja w Wannsee.

## Stosunek środowisk żydowskich do osadnictwa poza Europą
Stosunek środowisk żydowskich do osadnictwa żydowskiego poza Europą był – i nadal jest – niejednolity. Można wyodrębnić dwie główne postawy: syjonistów, którzy byli – i nadal są – zwolennikami osadnictwa żydowskiego poza Europą oraz ultraortodoksyjnych Żydów (w tym chasydów), którzy odrzucali, a część nadal odrzuca, taką możliwość (negując także istnienie państwa Izrael).

### Osadnictwo na Madagaskarze w opinii syjonistów
Syjoniści uważali, że najlepszym rozwiązaniem jest osadnictwo poza Europą. Już Theodor Herzl brał pod uwagę możliwość stworzenia własnego państwa przez Żydów na Madagaskarze, na terenie dzisiejszej Ugandy lub Palestyny (wówczas była to część Imperium osmańskiego). Jednak od początku XX wieku, w związku z osadnictwem w Palestynie, Madagaskar był uważany przez syjonistów za rozwiązanie tymczasowe w stosunku do osadnictwa w Palestynie (ze względu na ograniczenia wprowadzone przez Wielką Brytanię co do osadnictwa w Palestynie).

### Osadnictwo na Madagaskarze w opinii ultraortodoksyjnych Żydów
Ultraortodoksyjni Żydzi odrzucali możliwość założenia państwa żydowskiego, w tym także jakiekolwiek formy osadnictwa żydowskiego gdziekolwiek. Powołując się na Torę i tzw. „trzy przysięgi narodu żydowskiego” twierdzą, że Żydzi powinni żyć w diasporze do czasu przyjścia Mesjasza. W Polsce szczególnie silną pozycję miał Agudat Israel (Agudas Szlojmej Emunej Jisroel), który odrzucał możliwość stworzenia państwa żydowskiego. Agudat Israel doprowadził do ostrej krytyki w prasie polskich planów osadnictwa żydowskiego na Madagaskarze jako, według niego, antysemickich. Ostatecznie część ruchu ortodoksyjnego zaakceptowała osadnictwo poza Europą, ale dopiero w roku 1948 i tylko w Palestynie. Doprowadziło to do rozłamu wśród ortodoksów i powstania Neturei Karta, który taką możliwość nadal odrzuca i neguje istnienie państwa Izrael). Również Satmar i Chabad-Lubawicz odrzucały możliwość osadnictwa żydowskiego poza Europą, w późniejszym okresie negowały istnienie państwa Izrael (ostatecznie zaakceptowały jego istnienie). Żydowski autonomizm, na czele którego stał Szymon Dubnow, także odrzucał plany syjonistów, jednak nie ze względów religijnych.